# 瑞泉寺 (京都市)
瑞泉寺（ずいせんじ）是位于京都市中京区屬於净土宗西山禅林寺派的寺庙。寺院的山號為慈舟山。本尊為阿弥陀如来。此外，這裡也是丰臣秀次的墓所。

## 历史
安土桃山时代，三条大桥旁的這個地方是鸭川三条河原。 1595年（文禄4年）8月2日，丰臣秀次及其側室、年幼的子女、侍女、乳母等共39人，基於丰臣秀吉的命令而在此處被展手，且在斬首後，秀吉將秀次的頭顱和被處決的39人的遺體埋葬在此地，並建立了一座塚和石塔。秀次的頭顱被放置在塚上的一個石櫃中，上面刻有「秀次悪逆塚」的字樣。然而，後來鴨川發生洪水，導致塚被沖走。
然而， 1611年（慶長16年），京都富商角倉了以在开凿高濑川时，意外发现了被冲走的秀次悪逆塚」的石櫃。事实上，负责高瀬川挖掘工作的角倉了以的弟弟吉田宗恂（一位醫生）曾經侍奉過秀次，虽然他与秀次事件无关且在事發的前一慶長15年（1610年）就已經去世。由于庆长16年也是恰逢宗恂逝世一周年，所以角倉了以和立空桂叔（净土宗青山派僧侣）在取得得到江户幕府的许可後，決定在秀次一族塚的原址建造一座寺廟，以追悼秀次的冤魂。瑞泉寺這個名字是從秀次的新戒名「瑞泉寺殿高巌一峰道意」中取得的，由立空桂叔擔任開山，建立起來。此後，瑞泉寺供養了秀次事件中因涉案而被處死的秀次及其一族和家臣的冤魂長達400年。
1683年（天和3年），從角倉家得到新的捐贈，瑞泉寺建立了新的本堂，但在1788年（天明8年）1月的天明大火灾中被毁。后来又重建了现在的本堂。
1941年（昭和16年），由松下電器産業的創辦人松下幸之助等人創立的豊公会，整修維護了秀次的坟墓和地藏堂，並建立了49座五輪塔作為秀次一族和家臣的墓碑，還製作了秀次等50人的小型塑像，供奉在地藏堂中。

## 秀次之墓

### 秀次的首塚/眷属之墓

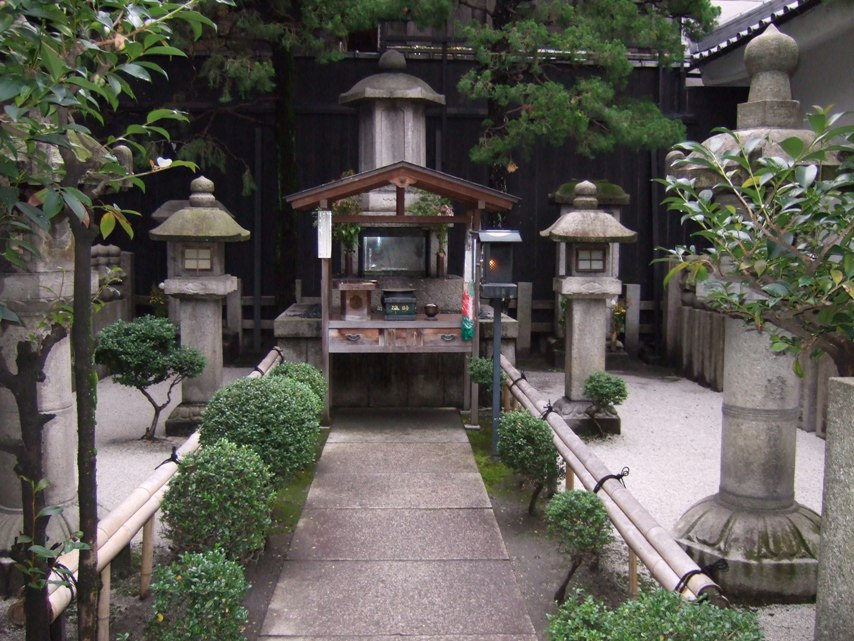
境内有秀次的坟墓。中央是一个中空的石箱，上面刻有铭文。

文禄4年（1595年）7月，秀次因被叔父豐臣秀吉懷疑叛變，被削去關白职务流放到高野山，并于7月15日（ 8月20日）奉命切腹。除了秀次外，家臣山本主殿、山田三十郎、不破万作等五名家臣也殉死。
秀吉在伏见检查了秀次的人頭， 然後8月2日（ 9月5日）秀吉在三条河原梟首（懸掛在木桿上示眾）。当时，秀次的妻妾和孩子在內，共39人被斩首。他们的遺體与秀次的头一起埋在河原上，并竖立了土丘和石塔。據說，秀次的首級被放置在石櫃中，並刻有「文禄四年七月十四日秀次悪逆塚」的字樣。這座塚被稱為「殺生塚」、「關白塚」、「摂政塚」、「畜生塚」等，當地人對此漠不關心，但一位名為慶順的行者在旁邊搭起了一間草庵，對秀次的菩提進行悼念。
慶順過世後，塚被洪水沖毀，後來由角倉了以發現了石櫃。了以當時將石櫃上的「秀次悪逆」四個字削去，並在其上建立了一個六角形的無縁塔。這樣的過程導致秀次供養塔也被稱為「秀次悪逆塚」，如今仍保留著被削去銘文的樣子。
豐臣秀次及其母亲（智，法名日秀）的墓地位於善正寺。瑞泉寺是供奉秀次首塚的遺址，也是秀次一族和家臣的墓地。此外，據說在三條河原被處決的側室們也在大雲院接受了供養，並於2014年（平成6年）發現了部分石材。
每年命日的7 月 15 日，曾是秀次居城的滋贺县近江八幡市八幡山的的瑞龍寺都會由住持主持秀次的供養活動。

## 寺院範圍
- 正殿 - 建于丰臣秀次及其家人的坟墓遗址上。
- 庫裡
- 书院- 1833 年重建。
- 裏门
- 丰臣秀次之墓 - 六角塔底部的方形石头是一个石箱，曾经安放着丰臣秀次的头颅。
- 秀次家族及其家臣的坟墓——49座五环塔排列而成。每个神社共供奉着39人，其中包括4位年轻王子、 1位公主、正妻、一之台、妃子、侍女、保姆，以及10名自杀的诸侯。它于1941 年（昭和16 年）由松下电器工业创始人松下幸之助创立的 「豊公会」建造。
- 地藏堂 - 供奉着据说在秀次家族被处决时给予指导的飞道地藏像，以及秀次及其 49 名家人和家臣的雕像。 1941年（昭和16年），由松下电器工业创始人松下幸之助创立的「豊公会」修复。
- 三门（正门）

## 寺庙宝藏
- 秀次的辭世詩

## 交通
- 如果乘坐电车，请在京阪三条站或地铁三条京阪站下车。
- 如果乘坐巴士，请在河原町三条站下车。